# Рубан Василь Федорович
Ру́бан Васи́ль Фе́дорович  (нар. 4 січня 1942[1] (за іншими даними[якими?], 4 лютого 1942 р.), с.Лісники, Київська область – 19 листопада 2017, с.Лісники), — український письменник, дисидент.

## Біографія
Народився у сім'ї вчителів: батько - Рубан Федір Іванович, народився у с. Троковичі Житомирської області - був вчителем історії, мати - Барбара Федора Марківна, родом з с. Лісники - була вчителькою молодших класів. Крім Василя, сім'я мала ще троє дітей: Світлана, Людмила та Олександр.
Вірші почав писати у 12 років. Середню школу закінчив у селі Троковичі Житомирської області, куди батьки переїхали після закінчення Другої світової війни. Закінчив Житомирський культосвітній технікум і рік працював завклубу в селі Троковичі.
У 1961-1964 роках служив у Радянській армії в ракетних військах. Мав звання заступника командира взводу.[джерело?]
Після служби в армії вступив до Київського університету ім. Т. Г. Шевченка на філологічний факультет за спеціальністю українська мова і література, але 1967 року, після третього курсу, був виключений з політичних мотивів.[джерело?] Василя вразив рівень русифікації, що він описав у своїй книзі «На протилежному боці від добра». 
1968 року вперше заарештований за підозрою у виготовленні та розповсюдженні антирадянських листівок, які пропагували самостійну Україну. Листівка закінчувалась гаслом: «Хай живе самостійна соціалістична Україна». Через три дні випущений за відсутності доказів. Справді 1968 року в університеті було розповсюджено 500 листівок, на території інституту ядерної фізики та Сільгоспакадемії — ще 500. Про арешт і перебування в спецізоляторі, написав роман «Помирав уражений проліском сніг», який пустив у самвидав.
Одружився з Кучеренко Людмилою Федорівною, з якою пізніше мав троє дітей, й оселився у селі Лісники Києво-Святошинського району, в хаті своєї бабусі, по матері.
Два роки[коли?] працював літературним редактором у видавництві «Музична Україна», звідки, на вимогу КДБ, був звільнений.[джерело?]
Разом з поетами Василем Голобородьком, Віктором Кордуном, Миколою Воробйовим  започаткував, так звану, Київську школу поезії[3], куди потім увійшли Станіслав Вишенський, Валерій Ілля, Михайло Григорів, Іван Семененко та ін.
Найбільше в поезії принцип автологічного письма використовував у сюрреалістичних творах Василь Рубан.
Працював на різних роботах (кочегаром, завклубу, слюсарем). Продовжував[4] писати вірші й прозу — хоч їх і відмовлялися друкувати. Деякі вірші друкувались за кордоном, зокрема в англійському журналі «Визвольний шлях».
Прочитав серію брошур, випущених під час «відлиги», про репресованих українських комуністичних діячів Скрипника, Любченка, Шумського і ін. Передрукував на цигарковому папері працю Івана Дзюби «Інтернаціоналізм чи русифікація», написав «Програму Української національної комуністичної партії» і віддав Івану Світличному. Під час проведених обшуків 1972 року вона була знайдена у Євгена Сверстюка.
У 1972 році пройшли арешти української інтелігенції — восени був арештований і Василь Рубан. Під час слідства жодних свідчень по справі та про своїх знайомих не давав. На відміну від інших заарештованих, яких судили за «антирадянську агітацію і пропаганду», йому інкримінували статтю: «зрада Батьківщини» (15 років або розстріл) — за організаційну діяльність, з метою повалення чинного ладу. Суд присудив: «примусове лікування»[5]. У вересні 1972-го був відправлений до Дніпропетровської психіатричної лікарні. Провів шість років та два місяці в тюрмах і психіатричних лікарнях, де в різний час зустрічався з Леонідом Плющем, Анатолієм Лупиносом, Миколою Плахотнюком та іншими дисидентами.
З матеріалів кримінальної справи стало відомо, що Василь Рубан перебував під прицілом операції «Блок», яка спрямована проти тих, хто не згідний з лінією комуністичної партії.
Рубан описував перебування у лікарні так: «Голодного хворого прив'язували до ліжка і вводили інсулін. Інсулін поглинає в організмі залишки цукру, від чого мозок людини стає перед проблемою смерті. Мозкові сигналізації спрацьовують як запобіжники перед настанням наглої смерті та всю істоту людини роздирає божевільний страх».[джерело?]
Син Василя Рубана Віктор пригадує, що після звільнення батько переживав, як його сприйматимуть друзі, знайомі, сусіди та дуже дивувався, коли з ним віталися за руку. Василь Рубан не міг влаштуватися на роботу, працював кочегаром у школі, що вважав щастям.[джерело?]
Після виходу на волю два роки не працював — не давали паспорта. Казали, що загубили на етапі.[джерело?]
1989 року вийшла книжка віршів В. Рубана «Химера», за яку автора відзначено літературною премією ім. В. Симоненка.[джерело?]
Але проза ще перебувала в КДБ. Це п'ятнадцять оповідань, три п'єси, повість «Мертвий штиль» та роман «Помирав уражений проліском сніг». По тому, як він трохи відтанув від спецтюрми Дніпропетровська і Казані, почав писати роман «На протилежному боці від добра» та історичну компіляцію «Берегиня». До «перебудови» надій на те, що вдасться віднайти раніше писану прозу, не було. Робили спробу з чоловіком жінчиної двоюрідної сестри копати там, де він закопав роман, коли Василя заарештували, але нічого не знайшли. Донька Василя Милослава Маковська каже, що батько бачив Україну незалежною, чого радянська влада допустити не могла.
З третього січня 1990 року Василь Рубан член Національної спілки письменників України.
1990 року Василь Рубан надрукував у газеті «Молодь України» статтю під назвою «Київська школа», увівши вперше в історії літератури цю назву в літературний колообіг. Разом з тим він оголосив і канонічний склад учасників. Хоча «Київська школа» почалася зі вступу в Київський державний університет ім. Т.Г. Шевченка на філологічний факультет Василя Голобородька, Василя Рубана і Віктора Кордуна, які всі троє на той час писали вірші, а Голобородько вже публікувався, фактично Київська школа почалася біля кафе «Київське» на Басарабці, коли цих поетів було виключено з університету. Голобородько з першого курсу поїхав на батьківщину на Луганщину, Рубана і Кордуна виключили 1967 року з третього курсу, за цей час до них долучився М.Воробйов з філософського. Рубан одружився і поїхав в недалеке село Лісники й приходив до кафе Київське на Басарабці кожного вівторка. Так виникла негласна домовленість про зустрічі, які закінчились 1972 року, після другої хвилі арештів української інтелігенції. За цей час сюди стали регулярно приходити щовівторка поети, художники, критики, історики. З огляду на творчий метод, В.Рубан записав до «Київської школи» таких поетів (пізніше всі вони стали членами спілки письменників: Василь Рубан, Василь Голобородько, Віктор Кордун, Микола Воробйов, Станіслав Вишенський, Валерій Ілля, Михайло Григорів, Іван Семененко.
1992  року випущено книгу «Берегиня» та «На протилежному боці від добра», за якого Василя було заохочено літературною премією ім. Є. Маланюка, а 1994-го — журнал «Київ» опублікував той роман, за який письменника свого часу було заарештовано, — «Помирав уражений проліском сніг».[джерело?]
2005 року вийшла культова книга «Бережа».
Василь Федорович Рубан вважає, що головні свої твори він уже написав, хоча книгу «Берегиня» він дописував й вдосконалював весь відведений йому творчий час, а потреба написати таку книгу, як «Берегиня», спричинена відсутністю в українському менталітеті поняття Бога.
У Києві письменник працював літературним редактором журналу «Дошкільне виховання», був відповідальним секретарем Київської обласної організації НСПУ.[7]
Після проголошення незалежної Української Держави очолював Київську організацію "Спілки письменників". На зібраннях виступав проти підписання Будапештського меморандуму, посилаючись на слова Тараса Шевченка: «Погибнеш, згинеш, Україно, Не стане знаку на землі… Сама розіпнешся. Во злобі Сини твої тебе уб’ють Оперені, а злозачаті Во чреві згинуть, пропадуть, Мов недолежані курчата!…». За що його засудили тодішні представники комуністичних партій.
Василь Рубан — учасник Революції Гідності.[джерело?]
Помер 19 листопада 2017 року.

## Основні твори

Обкладинка книги Василя Рубана «На протилежному боці від добра», яка містить перевидані 2016 року два найбільш популярні його романи

Книга поезій:
- «Химера»;

Самвидавний варіант «Химери»:
http://chtyvo.org.ua/authors/Ruban_Vasyl/Poezii_1964-1969_zbirka/
Романи:
- "Помирав уражений проліском сніг
- На протилежному боці від добра
- «Любиш — не любиш».

Культова книга:
- «Бережа» (Берегиня).

## Нагороди
- Літературна премія імені Василя Симоненка НСПУ (1990);
- Літературна премія імені Євгена Маланюка (1992);
- Премія журналу «Кур'єр Кривбасу» за 2010 рік.